# HD 171406
HD 171406，又名BD+30 3227，SAO 67102、HR 6971，是一颗恒星，视星等为6.59，位于銀經59.41，銀緯17.11，其B1900.0坐标为赤經18h 29m 34.7s，赤緯+30° 17.11′ 57″。